# Station Langeweg
Station Langeweg is een voormalig station aan Staatslijn I (Breda - Rotterdam), gelegen tussen de huidige stations Breda-Prinsenbeek en Lage Zwaluwe. Het station bij Langeweg werd geopend op 1 juli 1866 en gesloten in 1936. Het stationsgebouw, gebouwd in 1863 en verbouwd in 1907, werd gesloopt in 1953.